# Orna Poratová
Orna Poratová (hebrejsky אורנה פורת, rodným jménem Irene Kleinová; 6. června 1924 – 6. srpna 2015) byla izraelská divadelní herečka

## Biografie
Narodila se v Kolíně nad Rýnem ve Výmarské republice (dnešní Německo). Její otec byl katolík, matka protestantka a Irene si jako malá zvolila ateismus a byla ovlivněna socialistickými myšlenkami. V roce 1934 se rodina přestěhovala do kolínské čtvrti Porz, kde Irene navštěvovala střední školu. Během studií vstoupila navzdory výhradám rodičů do polovojenské mládežnické organizace Hitlerjugend.
Po absolvování střední školy navštěvovala dramatickou školu a zahájila svou divadelní kariéru v divadle ve Šlesvicku. V těchto počátcích se seznámila se spisy Thomase Manna a Franze Werfela a poezií a divadelními hrami Bertolda Brechta a objevila pravdu o krutosti nacistického režimu.
Po druhé světové válce se ve Šlesvicku seznámila se svým budoucím manželem Josefem Proterem, důstojníkem Židovské brigády, což byl zvláštní útvar v rámci Britské armády. V roce 1946 se s ním přestěhovala do britské mandátní Palestiny, kde měl pár civilní svatbu. V roce 1957 Irene Kleinová konvertovala k judaismu, s manželem měla židovský svatební obřad a adoptovali dvě děti.
V Izraeli se chtěla opět věnovat herectví, ale v divadlech ha-Bima a Ohel byla odmítnuta. Přijalo ji telavivské divadlo Kameri, po čemž si hebraizovala své jméno na Ornu Poratovou. V divadle pak vystupovala po mnoho let až do roku 1984.
Po vážné finanční a umělecké krizi, která divadlo roku 1958 postihla, byla Poratová jmenována do správní rady divadla.
Počátkem 60. let strávila tři roky ve Francii a Spojeném království studiem dětského divadla. Po návratu do Izraele založila v rámci divadla Kameri dětské divadlo. V roce 1970 se jí založené dětské divadlo osamostatnilo. Během své kariéry řídila řadu produkcí. Z vedení dětského divadla odešla po devatenácti letech. Na její počest bylo posléze divadlo pojmenováno na Divadlo Orny Poratové pro děti a mládež a ona sama zůstává jeho čestnou prezidentkou.
Pomáhala založit mezinárodní asociaci dětských divadel ASSITEJ.
Zemřela v srpnu 2015.

## Ocenění
- 1970, 1974, 1980 – cena Kinor David udílená deníkem Jedi'ot achronot
- 1979 – Izraelská cena za celoživotní dílo v divadelnictví[4]
- 1997 – Israel Theater Lifetime Achievement award
- 2005 – EMET Prize za vědu, umění a kulturu udílená premiérem Izraele[5]